# Dacrydium magnum
Dacrydium magnum é uma espécie de conífera da família Podocarpaceae.
Pode ser encontrada nos seguintes países: Indonésia e Papua-Nova Guiné.
Está ameaçada por perda de habitat.